# Корнвол (Острво Принца Едварда)
Корнвол (енгл. Cornwall) је варош у канадској провинцији Острво Принца Едварда и део је округа Квинс. Варошица лежи западно од главног града провинције Шарлоттауна и представља његово предграђе. 
Варош лежи у централном делу јужне обале острва. Насеље је основано средином 18. века као пољопривердни центар. Статус села добило је 1966, а од 1. априла 1995. има и статус вароши. 
Према подацима пописа становништва из 2011. у вароши су живела 5.162 становника у 1.962 домаћинства, што је за 10,4% више у односу на попис из 2006. када је регистровано 4.677 становника.